# Vittoria Caldoni

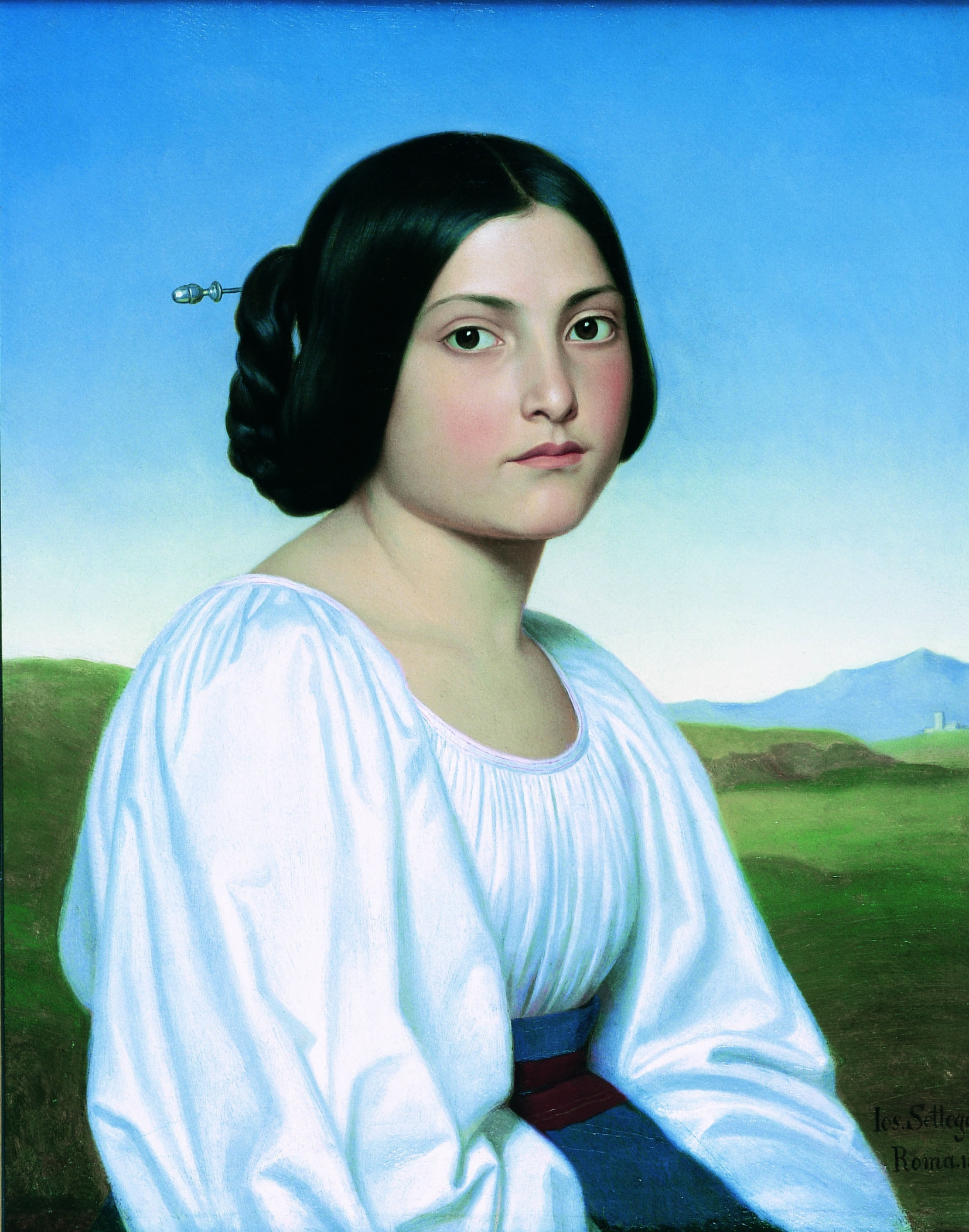
Vittoria Caldoni - ritratto di Josef Anton Settegast

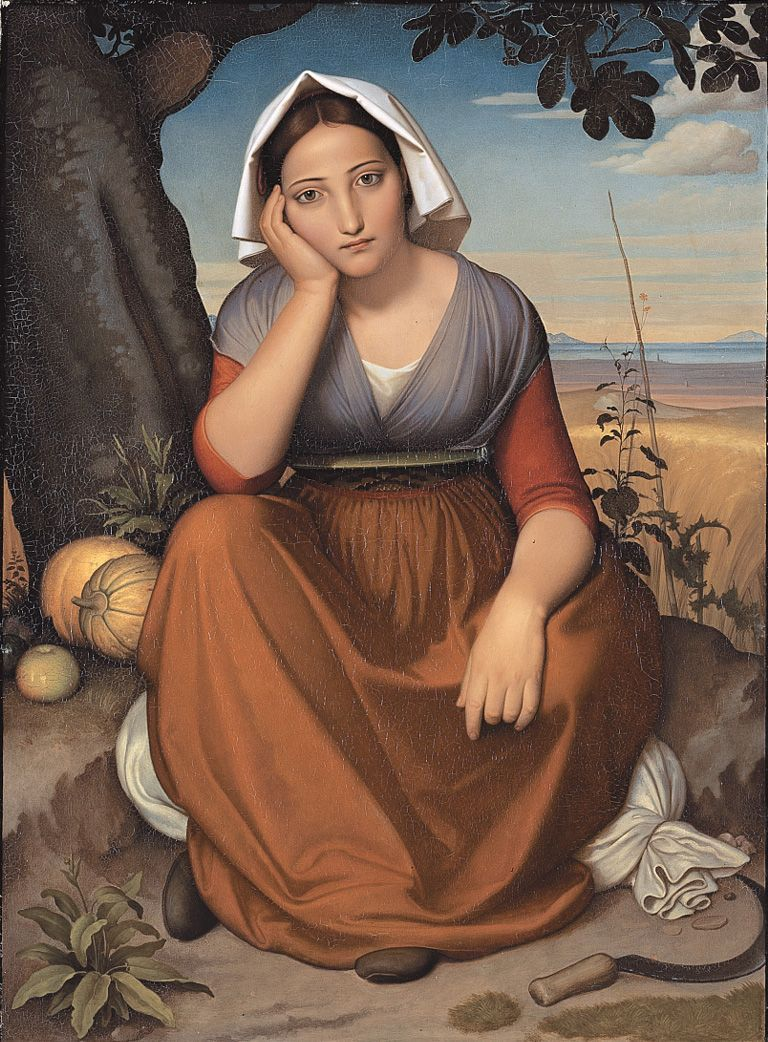
Ritratto di Vittoria Caldoni di Friedrich Overbeck - 1821

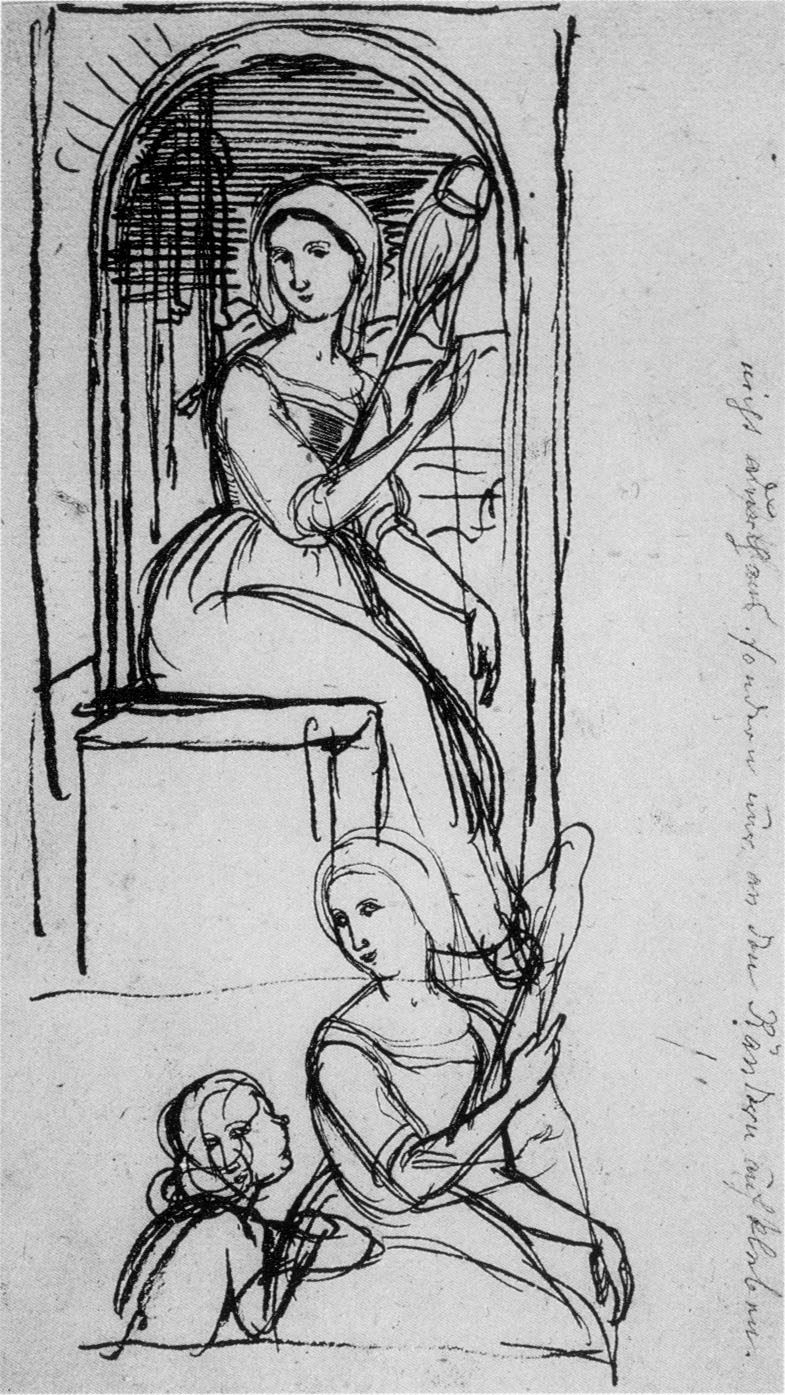
Studio su Vittoria Caldoni, di Julius Schnorr von Carolsfeld, 1822

Vittoria Caldoni (Albano Laziale, 6 gennaio 1805 – Russia, dopo il 1872) è stata una modella italiana.

## Biografia
Vittoria Candida Rosa era figlia di un vignaiolo di Albano, sesta di nove figli, (sei femmine e tre maschi). Intorno ai quindici anni di età venne scoperta per la sua bellezza. Divenne nota in tutta Europa, posando per i più noti pittori degli anni '20 e '30 dell'Ottocento incarnando l'ideale della bellezza popolare italica. Fu scoperta da un pittore dilettante, Augusto Kestner, segretario dell'ambasciata di Hannover a Roma. Aveva trascorso un'estate ad Albano e incontrata casualmente Vittoria, era rimasto colpito dalla sua bellezza, dalla purezza e dalla nobiltà dei suoi tratti, dai suoi occhi che sembravano incarnare l'ideale di bellezza classica: "una bellezza - scrisse - così perfetta come non se n'è vista dagli albori dell'umanità". Kestner dedicò a Vittoria un capitolo dei suoi Studi romani: Vittoria, la bella vignaiola di Albano. Invece su commissione dell'allora principe ereditario di Baviera Ludwig, nel 1821 Johann Friedrich Overbeck la raffigurò in un dipinto a olio, seduta in un campo di grano, sotto un albero, in un momento di riposo e di raccoglimento: un'allegoria dell'estate e dell'autunno. Anche Franz Ludwig Catel (1778-1856) le dedicò un ritratto a olio: la "bella vignaiola" è raffigurata in costume di Albano, sullo sfondo di un bosco, il volto dall'espressione raccolta illuminato dal candore abbagliante del fazzoletto che si incrocia sul petto e di quello posato sul capo. A questo punto la notorietà della fanciulla era tale che nell'agosto 1828 Kestner mandò a Goethe il suo ritratto di Vittoria, ricevendo dal vecchio scrittore lodi e ringraziamenti.
Quello che molto colpiva di Vittoria, fu il fatto che si era rivelata una donna diversa dalle altre, posava per questi artisti sotto gli occhi vigili della madre, non posava mai nuda e non accettava doni o compensi per le sue sedute. L'incantevole spontaneità e la modestia della giovane donna sembravano non risentire dell'improvvisa e meritata celebrità. Di lei Kestner scrisse: "Vittoria rimase sempre la stessa, senza mai darsi delle arie". Diceva che la sua bellezza era un caso fortuito che la vita può regalare. L'eccezionale interesse per Vittoria si sarebbe propagato ancora nel tempo contribuendo a diffondere per l'Europa la sua fama di bellezza perfetta.
La Caldoni fu ritratta anche da altri famosi artisti che soggiornarono a Roma al tempo del Grand Tour, come Horace Vernet, August Heinrich Riedel, Heinrich Maria von Hess, Julius Schnorr von Carolsfeld e Franz Ittenbach che in uno dei suoi viaggi sostò a Formia e in quel periodo ritrasse una popolana con la tipica acconciatura delle donne della zona, con lo sfondo idilliaco della costa tirrenica. "Ragazza romana" fu il titolo che Ittenbach diede al ritratto di Vittoria. Fece da modella anche a scultori come Bertel Thorvaldsen, Johann Gottfried Schadow e Pietro Tenerani. La Caldoni fu protagonista di una cinquantina di opere, tra disegni, quadri e sculture.
Nel 1830, a venticinque anni, Vittoria conobbe due giovani e sconosciuti pittori russi: Aleksàndr Ivanov e Grigorij Làpcenko. I due avevano da poco lasciato Pietroburgo e insieme avevano intrapreso il viaggio fino a Roma. Aleksàndr Ivanov fu uno dei grandi maestri della pittura russa della prima metà dell'Ottocento, venne a Roma con una borsa di studio della Società di Incoraggiamento degli Artisti. Làpcenko viaggiò a spese del conte Michaìl Voroncòv, rampollo di un illustre e antico casato.
I due pittori capitarono ad Albano dove presero in affitto una camera proprio in "casa Caldoni". Vittoria familiarizzò subito con i due giovani russi, più semplici e alla mano dei loro colleghi tedeschi. La giovane donna non era già più la timida adolescente che ancora nel 1822 nutriva "un'assoluta repulsione ad allacciare nuove conoscenze con i pittori", iniziò così Vittoria a posare per entrambi gli artisti ed tutti e due si innamorarono di lei. Quindi non solo l'allegro ed estroverso Làpcenko, ma anche lo schivo e riservato Ivanov, entrambi nutrivano per lei una devozione che andava oltre l'interesse artistico.
Appena giunto a Roma, Làpcenko aveva deciso di cimentarsi in un soggetto tradizionale delle arti figurative, l'episodio veterotestamentario di Susanna e i vecchioni. La sua Susanna sorpresa dai vecchioni aveva il volto bellissimo di Vittoria. Nel grande quadro, Susanna appariva bellissima e conturbante, sedeva in una posa artificiosa da modella, mentre il tessuto del drappo che teneva in mano e le foglie degli arbusti dietro di lei sembravano intagliati. Dell'esistenza di questo ritratto abbiamo notizia dall'ammirato giudizio di Aleksàndr Ivanov: "Egli ora ha [...] fatto il ritratto alla prima bellezza del luogo: fare questo ritratto, a mio giudizio, è più difficile che non dipingere un quadro come Susanna. Questo è il ritratto della donna più bella d'Italia!" Anche Aleksàndr Ivanov stava lavorando su Vittoria, "incastonò" i lineamenti di Vittoria in una composizione: il quadro Apollo, Giacinto e Ciparisso intenti alla musica e al canto. Vittoria prestò i suoi grandi occhi neri e il collo slanciato alla figura dell'adolescente Ciparisso. Ivanov raffigurò Ciparisso con lo sguardo timidamente abbassato.
Intanto grande importanza andava assumendo Albano agli occhi dei viaggiatori stranieri: Albano divenne anch'essa, come tutta l'Italia, meta di un fitto pellegrinaggio artistico, tappa canonica del Gran Tour, dove reminiscenze storiche, godimento estetico, colore locale si mescolavano anche a un'ottima cucina a prezzi assai modesti. Ad Albano in questo momento erano di casa nobili, sovrani, pittori. Vi si affacciavano volentieri i letterati, memori di ciò che ne avevano scritto de Brosses, Goethe, Stendhal, Turgenev.

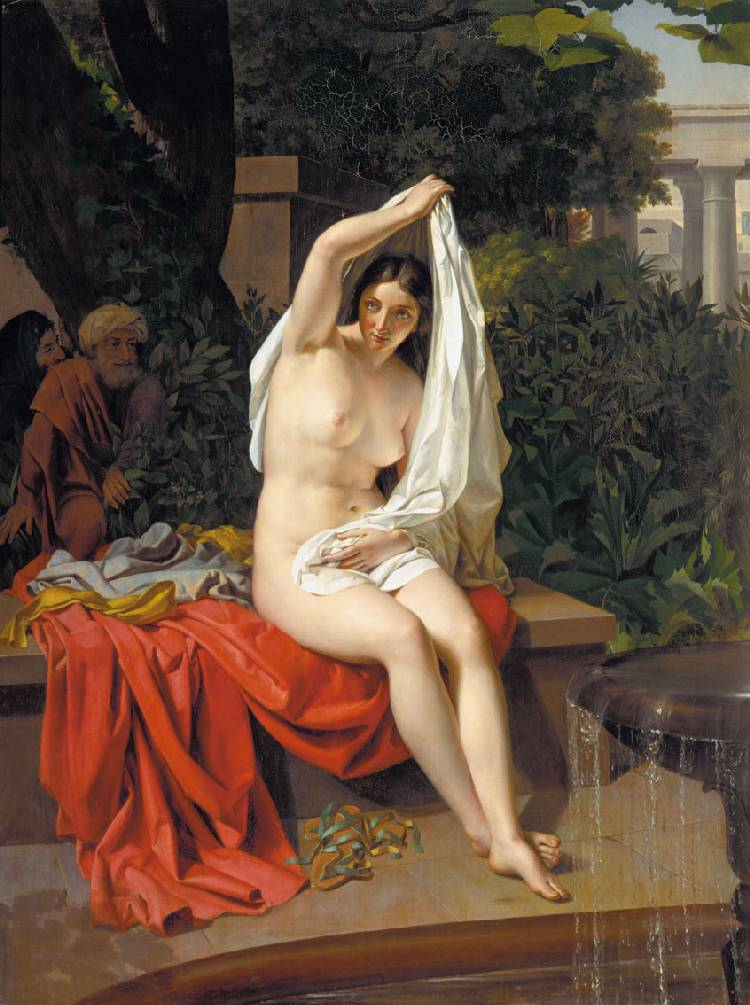
Susanna e i vecchioni - Grigorij Làpcenko

Vittoria non aveva più timori a ricambiare apertamente l'amore di Làpcenko e quando la storia d'amore divenne nota nell'ambiente artistico romano, generò molta sorpresa. Fino ad allora Vittoria non si era mai interessata agli artisti per i quali aveva posato e il suo comportamento non aveva mai dato pretesto ad alcun pettegolezzo. Attorno al 1833 Làpcenko, manifestò i sintomi di una gravissima malattia che doveva in seguito condurre il pittore alla cecità. Nonostante la malattia, Lapcenko continuò a lavorare, sia pur con grande fatica. Dipinse il quadro Contadina romana con un paniere in testa, nel quale seppe dare grande luce al volto di Vittoria e in modo tale che tutto sembrava essere vivo e in movimento. Il quadro venne esposto a Roma in una mostra organizzata all'inizio del 1839 dalla colonia degli artisti russi in occasione di una visita dello zarevic Aleksàndr Nikolàevic, il futuro Alessandro II. Il dipinto fu molto apprezzato dal principe ereditario e, come ebbe a scrivere l'autore, "fu acquistato da Sua Altezza a un prezzo generoso". Affettuoso e umano com'era, l'amico Ivanov si prodigò con ogni mezzo per lo sfortunato collega: nella primavera del 1834 gli fece avere ad Albano un paio di occhiali, poi in autunno lo accompagnò a Napoli per alcune terapie e infine lo affidò ad un medico che lo avrebbe tenuto in cura fino al suo ritorno in patria.
Malgrado gli sforzi Làpcenko stava male. A Napoli,lontano da Vittoria, minacciava di farla finita con la vita. Vittoria ricambiava come poteva le sue attenzioni. Ivanov fu vicino a entrambi con affetto fraterno. L'amore di Làpcenko per Vittoria non intaccò affatto il rapporto di profonda amicizia che legava i due artisti e Lapcenko sarebbe rimasto per molto tempo l'unico vero amico di Ivanov. Dopo essersi inutilmente sottoposto ai bagni termali ad Ischia, Làpcenko tornò ad Albano, a casa Caldoni. Le sue condizioni, fisiche e morali, peggioravano. Non avrebbe più potuto fare il pittore.
Le precarie condizioni di salute di Grigorij costituirono probabilmente la causa per cui il fidanzamento si era prolungato per anni. Ma i due giovani infine si sposarono il 29 settembre 1839, ma non ad Albano. Il mito della "bella vignaiola" mal si conciliava con un esito così infelice della sua giovinezza: il matrimonio con un artista già finito, a causa della cecità. Gli sposi si trasferirono allora in Russia, Làpcenko ottenne il titolo di accademico che poteva agevolarlo nel lavoro e nel mantenimento della famiglia. Nell'ottobre 1843 la vista di Làpcenko era un po' migliorata ma non poteva ancora dipingere. Intanto l'amico Voroncòv decise di aiutare il suo vecchio pupillo: negli anni Quaranta diede a Grigorij, per salvarlo dall'indigenza, l'incarico di soprintendente in una delle sue tenute. Probabilmente i Làpcenko ebbero due bambini, ma ne sopravvisse solamente uno: Sergèj Grigòr'evic.

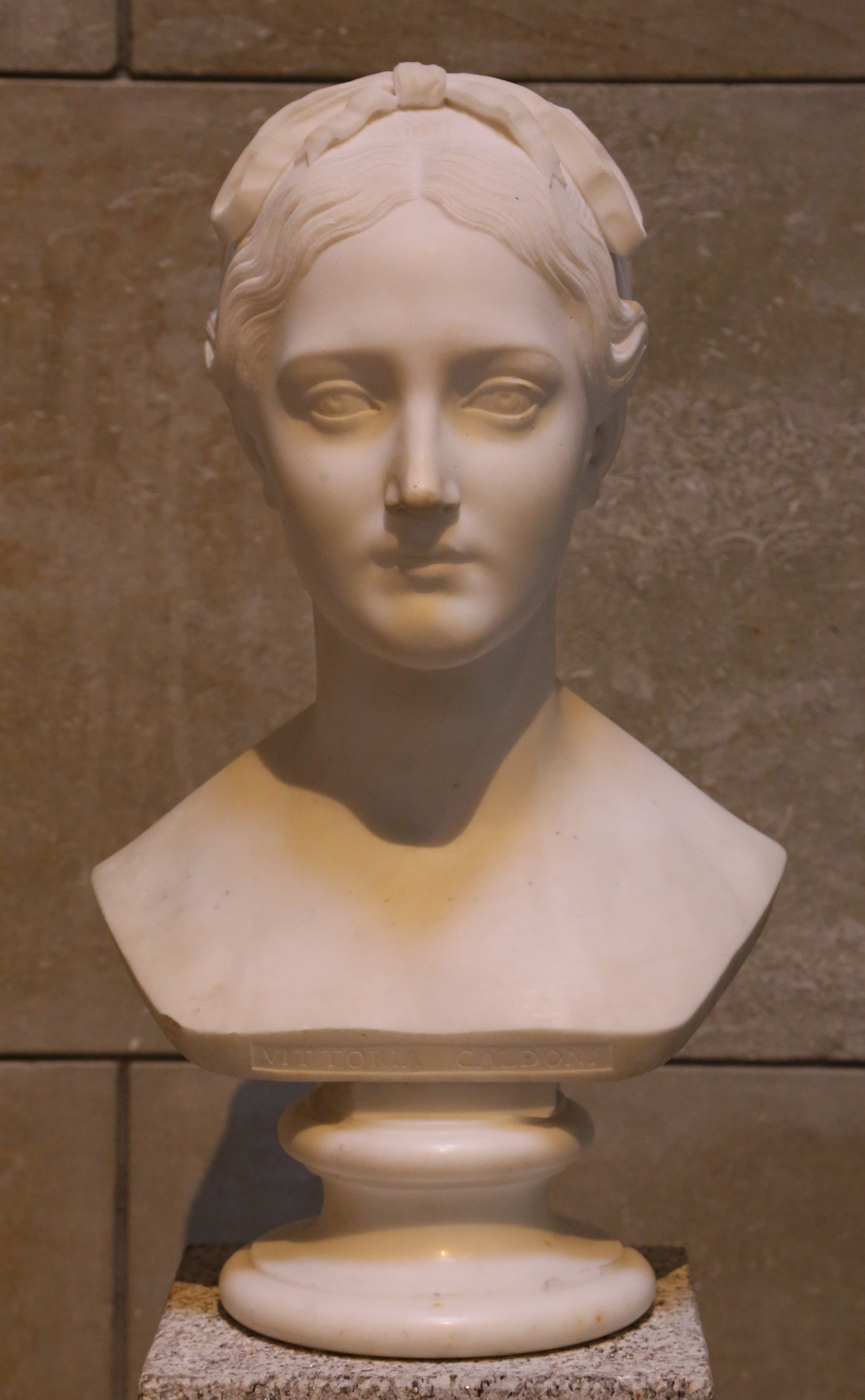
Busto di Vittoria Caldoni - Rudolf Schadow - 1821

Nel 1848 a Roma era scoppiata la rivoluzione: la situazione politica ed economica era incerta e precaria. In una lettera del 1848-49 Ivanov scriveva a Vittoria: "I tempi sono diventati molto calamitosi" e le narrava le tribolazioni dei familiari: la madre era ammalata e affamata, nel generale disagio seguito alla fallita rivoluzione del 1848, si era inserita anche la carestia e l'indigenza aveva costretto Cencio (fratello di Vittoria) a vendere metà della vigna a un marchigiano. Il pittore aiutava in denaro i due poveri amici.
Se i Làpcenko avevano raggiunto la tranquillità economica, non avevano raggiunta quella residenziale. Tutte le fonti concordano sul fatto che in quegli anni i Làpcenko vissero in Ucraina, non si sa esattamente dove. Da una lettera ai Caldoni del 1851 veniamo a sapere che Vittoria e Grigorij stavano bene e che il figlio frequentava già il ginnasio.
Gli anni Cinquanta furono, per Vittoria e il marito, anni di lutti. Nel 1854 morì, a ottantadue anni, la madre di Vittoria. Nel 1856 fu la volta di Cencio. Ancor più grave per la famiglia fu la morte di Voroncòv, il fedele mecenate di Grigorij, avvenuta anch'essa nel 1856. Due anni dopo, nel 1858, morì anche Ivanov, di colera, poco dopo essere tornato a Pietroburgo.
Con la scomparsa di Ivanov le notizie sulla vita dei Lapcenko diventano ancora più scarne. Nel 1866 da Mozyr', città bielorussa del governatorato di Minsk, Làpcenko mandò all'Accademia delle Arti il quadro La risurrezione di Cristo, per averne un giudizio. L'opera, assai debole, mostrava chiaramente i segni della malattia fisica dell'autore. Nel 1867 Làpcenko richiese all'Accademia delle Arti un sussidio di settantacinque rubli che gli venne accordato l'anno successivo su decreto del Ministero della Corte Imperiale in considerazione della sua "povertà e malattia". I due intanto avevano deciso di trasferirsi a Dinaburg per raggiungere il figlio che insegnava nel liceo cittadino e che sarebbe rimasto il loro unico sostegno.
Vittoria era ancora in vita nel settembre 1872, perché alcune foto la ritraggono in età avanzata: una bella donna anziana, dai lineamenti nobili e fini, la capigliatura ancora scura con la consueta scriminatura centrale. In Russia era chiamata Viktoria Antonovna. Grigorij Ignat'evic si spense, nel 1876, a Pietroburgo all'età di settantacinque anni, povero, cieco, ma tra gli affetti più cari. Su Vittoria scende il silenzio: umile moglie di un pittore dimenticato e in miseria, piomba nel buio della storia. L'unica cosa certa è che non tornò a morire ad Albano Laziale.

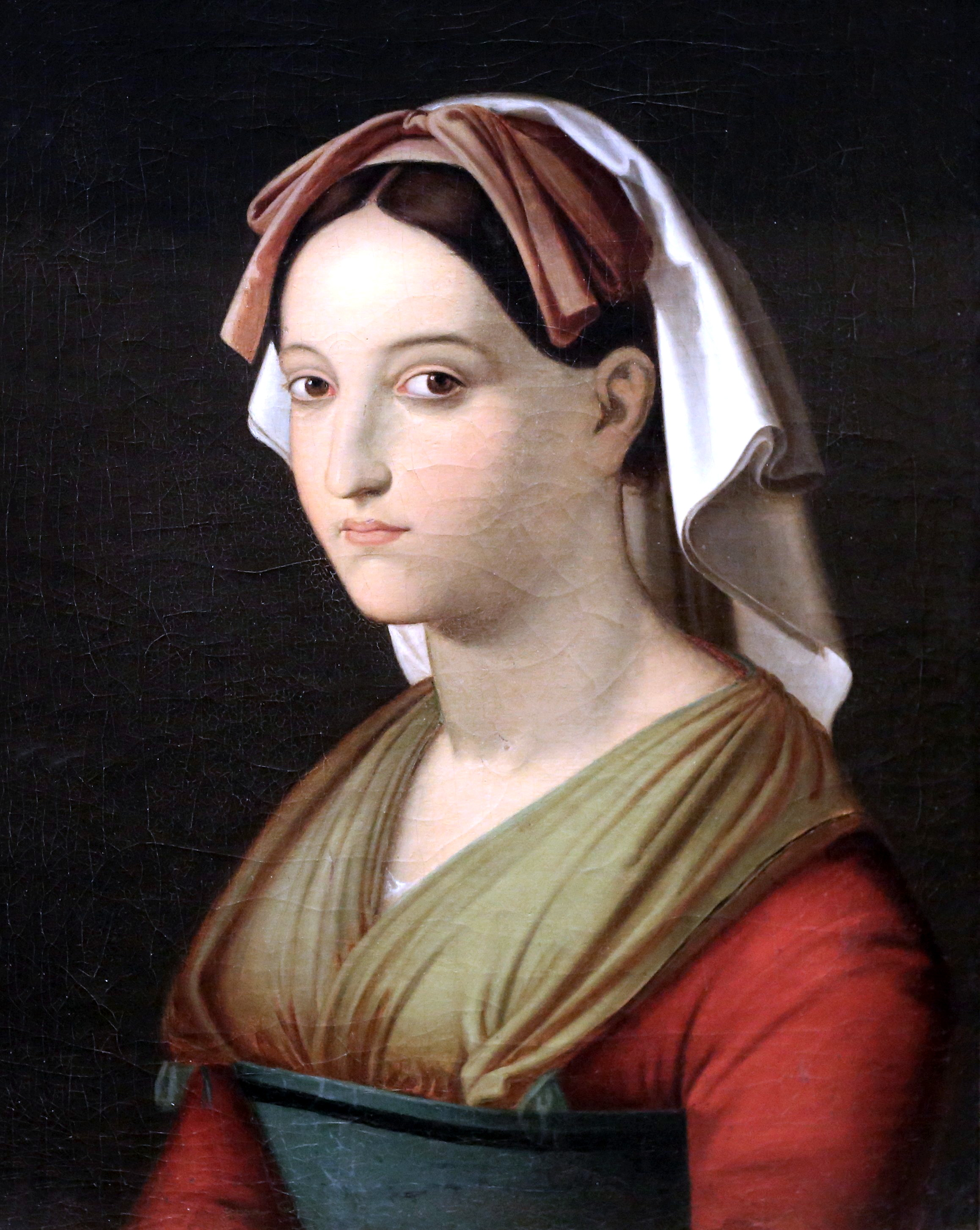
Ritratto di Vittoria Caldoni - Theodor Rehbenitz

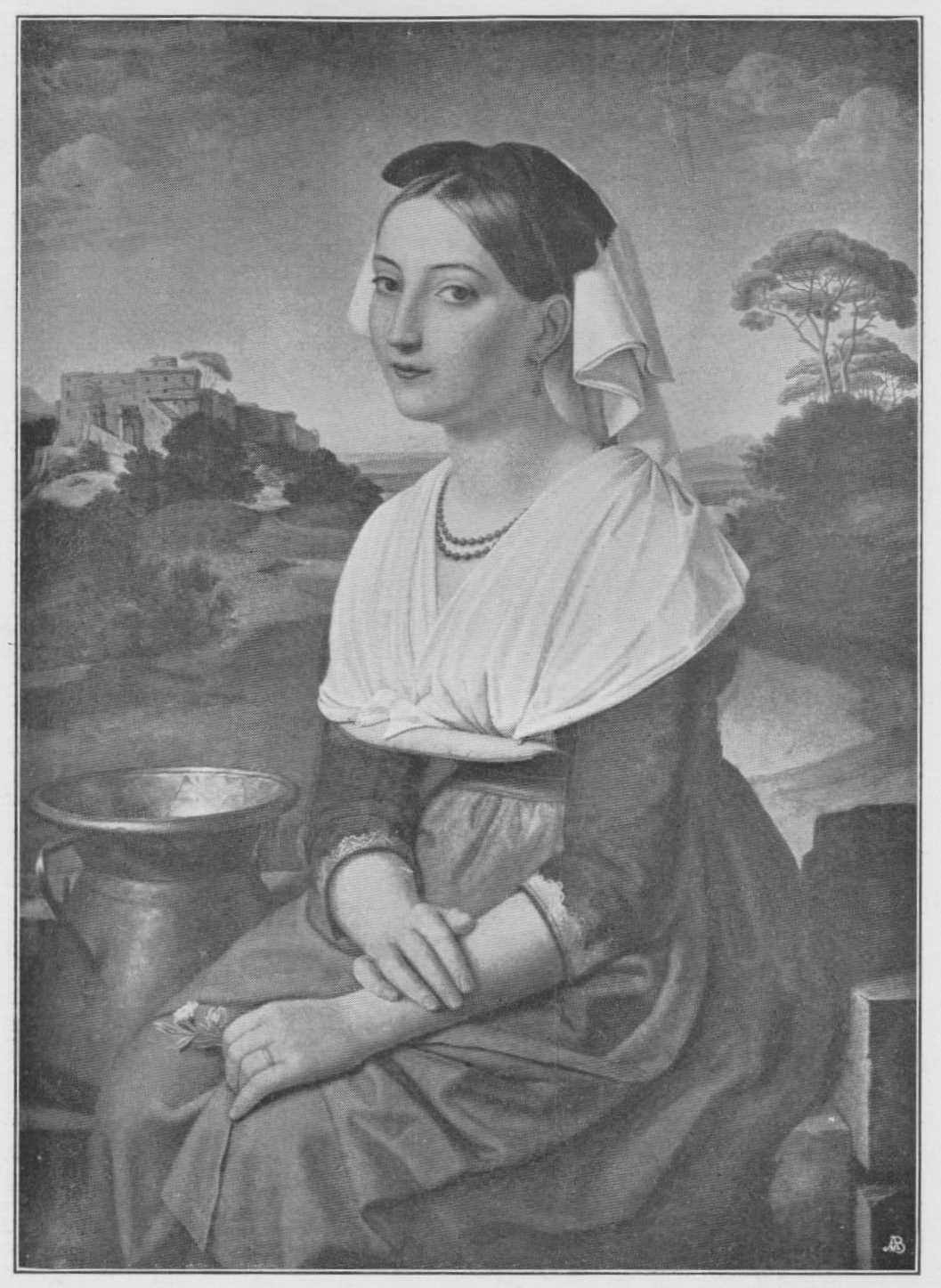
Ritratto di Vittoria Caldoni - Heinrich Maria von Hess

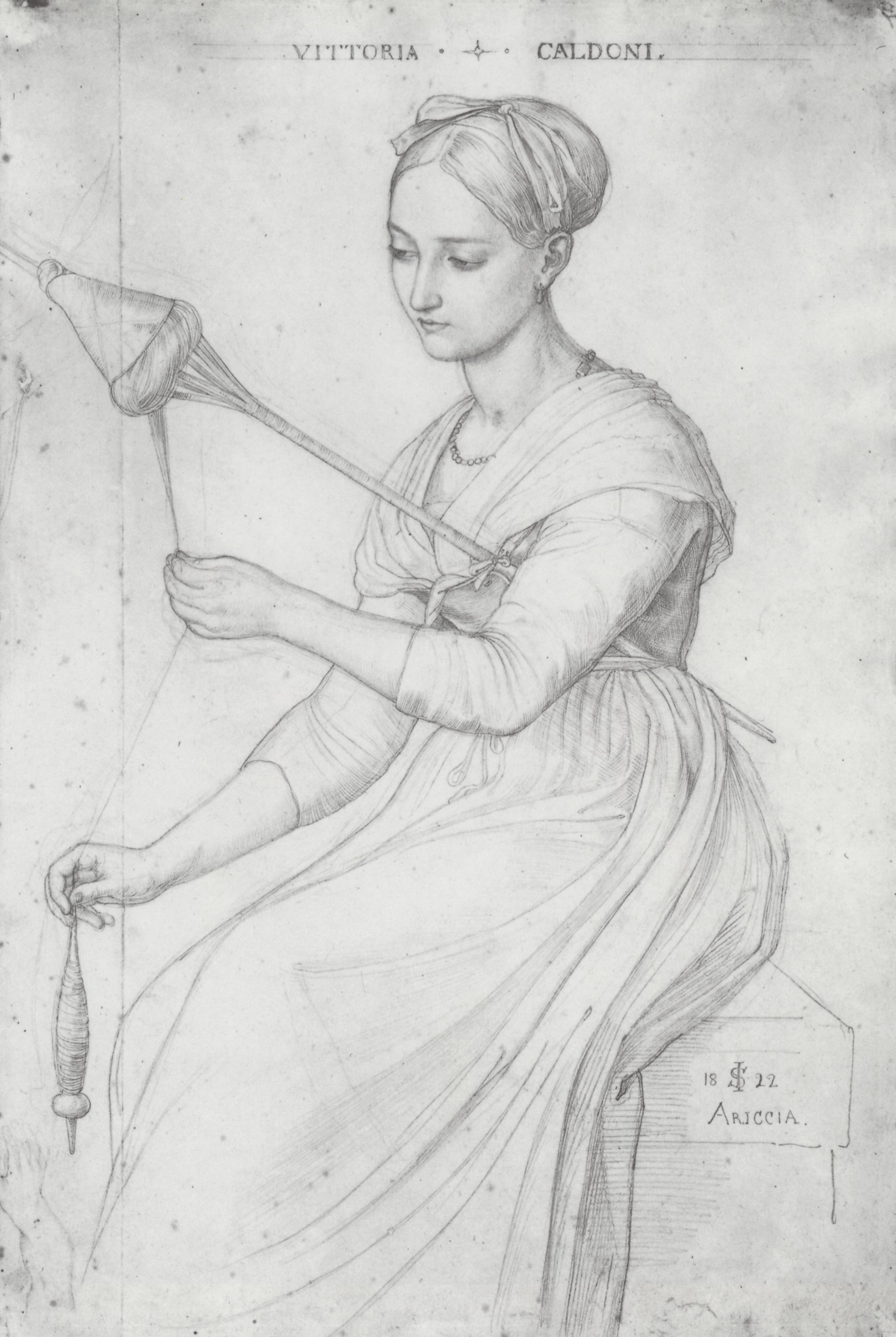
Vittoria Caldoni con il fuso - disegno di Schnorr von Carolsfeld

## Artisti
Tra gli artisti noti che hanno impegnato come modella Vittoria Caldoni, si possono citare:
- Ernst von Bandel
- Carl Joseph Begas
- Franz Ittenbach
- Carl Blechen
- Franz Ludwig Catel
- Peter von Cornelius
- Marie Ellenrieder
- Joseph von Führich
- August Grahl
- Wilhelm Hensel
- Heinrich Maria von Hess
- Peter von Hess
- Franz Horny
- Woldemar Hottenroth
- Auguste Hüssener
- Alexander Andreyevich Ivanov
- Paul Emil Jacobs
- Wilhelm von Kaulbach
- August Kestner
- Eduard Magnus
- Friedrich Mosbrugger
- Michael Neher
- Theobald von Oer
- Carl Oesterley
- Moritz Oppenheim
- Friedrich Overbeck
- Friedrich Preller il vecchio
- Johann Anton Ramboux
- Theodor Rehbenitz
- August Riedel
- Johann Scheffer von Leonhardshoff
- Julius Schnorr von Carolsfeld
- Julius Schoppe
- Joseph Anton Settegast
- Erwin Speckter
- Franz Seraph Stirnbrand
- Franz Xaver Stöber
- Pietro Tenerani
- Bertel Thorvaldsen
- Horace Vernet
- Carl Christian Vogel von Vogelstein
- Karl Wilhelm Wach
- Friedrich Wasmann
- Theodor Leopold Weller
- Franz Xaver Winterhalter